# Heart Like a Wheel/Old Town
"Heart Like A Wheel"/"Old Town" er en dobbelt A-sidet single fra det keltiske folkrockband The Corrs. Den blev udgivet slutningen af 2005, og er den første single fra deres femte og sidste studiealbum Home (2005). "Heart Like a Wheel" er en coverversion af Kate and Anna McGarrigles sang og "Old Town" er et cover af Phil Lynotts sang. Det er deres lavesterangerende single i Storbritannien (eksklusiv singler, der ikke kom ind på hitlisten) med en placering som #68. "Old Town" nåede dog ind i top 10 i Spanien, hvor den toppede som #8. Sangen var tidligere blevet udgivet på albummet The Corrs Unplugged fra (1999).

## Spor
1. "Heart Like A Wheel"
2. "Old Town"

## Hitlister
| Hitliste                    | Højeste placering |
| --------------------------- | ----------------- |
| Irish Singles Chart         | 49                |
| Holland Mega Single Top 100 | 63                |
| Spanske singlehitliste      | 8                 |
| UK Singles Chart            | 68                |